# Liste des officiers de la principauté d'Antioche
La principauté d'Antioche, à l'instar du royaume de Jérusalem, a établi différents offices : le connétable, le maréchal, le sénéchal, le chambellan, le chancelier et le bouteiller.
Les listes données ci-dessous ne sont pas complètes, et les noms et dates de début ou de fin d'office ne sont pas toujours connus.

## Connétables
Le connétable commande l'armée, paye les mercenaires et juge tout ce qui relève de la justice militaire. Il est l'officier le plus important de la principauté, du fait de l'état de guerre permanent entre les croisés et leurs voisins musulmans.
- Robert FitzGerard (1098)
- Richard (1101), peut-être le même que Richard de Salerne
- Adam (1113)
- Renaud Ier Mazoir (1127–1134)
- Gauthier de Sourdeval (1134–1135)
- Roger des Monts (1140–1149)
- Archembaud (1153)
- Geoffroy Jordan (1154)
- Guiscard de l'Île (1170–1172), d'abord vice-connétable en 1170 puis connétable en 1172
- Baudouin (1175–1180)
- Renaud II Mazoir (1179)
- Baudouin (1180)
- Raoul des Monts (1186–1194)
- Roger des Monts (1194–1216)
- Robert Mansel (1207–1219), également maire en 1219
- Guillaume de Hazart (1219)
- Simon Mansel (1262)

## Maréchaux
Le maréchal est le second du connétable. Il est le commandant des mercenaires et a aussi la responsabilité des chevaux et distribue le butin après les victoires. Selon Claude Cahen, il y avait probablement deux maréchaux servant simultanément.
- Raymond (1140)
- Guillaume Tirel (1149–1169)
- Barthélemy Tirel (1181–1193)
- Thomas Tirel (1201–1231)
- Barthélemy Tirel (1262)

- Garin Malmut (1140–1160)
- Guillaume de Cavea (1175–1186)
- Hugues Flauncurt (1193–1194)
- Basile (1210), soit à titre honorable ou soit en tant que maréchal d’Arménie

## Sénéchaux
L'office de sénéchal a une importance moindre dans les états latins qu'en Europe. Il administre les châteaux royaux, ainsi que les finances, et collecte les impôts.
- Alberic (1119), vice-sénéchal
- Eschivard de Sarménie (de) (1149–1169)
- Gervais of Sarmenia (1175–1195)
- Acharie of Sarmenia (1216–1251), également maire en 1216
- Pierre II de Hazart (1263)

## Chambellans
Le chambellan administre la maison du prince et ses serviteurs, et a des prérogatives honoraires comme celle de recevoir des serments.
- Trigaud (1138)
- Basile (1140)
- Pierre (1153–1172)
- Guillaume (1163)
- Olivier (1179–1190)
- Simon Burgevin (1195–1216)
- Raymond Embriaco, ou du Gibelet (avant 1238)

## Chanceliers
Le chancelier consiste principalement à un rôle de secrétaire et de scribe, et ne devient jamais un administrateur de la bureaucratie telle qu'elle se développa en Europe. Les chanceliers furent souvent des religieux séculiers qui furent archevêques ou évêques, parfois en restant chancelier. La faible importance du chancelier reflète la décentralisation de l'autorité, contrairement à la France ou l'Angleterre où celle-ci devint plus importante.
- Gautier le Chancelier (1114–1122)
- Raoul (1127), peut-être également le chancelier du patriarche
- Franco (1133–1135)
- Eudes (1140)
- Jean (1149)
- Gautier (1154)
- Geoffroy (1154)
- Burchard (1155)
- Bernard (1163–1170)
- Guillaume (1172)
- poste vacant (1175)
- Jean (1177–1183), qui devient évêque de Tripoli
- Albert (en) (1186–1191), archevêque de Tarse
- Alexandre (1193–1200)
- Jean de Corbonio (1203–1205)
- Jordan (1215–1216)
- Jean (avant 1225), probablement Jean de Corbonio de nouveau
- Geoffroy (1241), élu évêque de Tibériade
- Guillaume (1262)

## Bouteillers
Le bouteiller est à l'origine l'intendant chargé du vin à la cour.
- Martin de Margat (de) (1140–1144)
- Pierre Salvarici (1149)
- Guillaume de Monci (1169)
- Payen (1210)
- Julien le Jaune (1216)

## Baillis
Le bailli administre le royaume en l'absence du prince ou pendant sa minorité, dans les fonctions d'un régent.
- Foulques V d'Anjou (1133-1136), roi de Jérusalem qui exerce la régence pour Constance d'Antioche

## Châtelains
Le châtelain est responsable de l'administration des murs de la ville et de la citadelle d'Antioche.
- Pierre Armoini (1140)
- Payen de Castellut (1167)
- Rodolph de la Riviere (1190)